# カコとニセ探偵
『カコとニセ探偵』（カコとニセたんてい、Kako & Fake Detective）は、光永康則による日本の漫画。『週刊ヤングジャンプ』（集英社）2014年27号に読み切り漫画がセンターカラー掲載され、2015年2号から同年43号まで連載された。光永にとって『週刊ヤングジャンプ』掲載が初となる作品であり、また週刊連載も自身初となる。死者の霊が見える高校生探偵が自分に憑依している霊と協力し、怨霊の引き起こす不可思議な事件を解決していく。ミステリー漫画にホラー要素を付与した「異端ミステリー」。

## あらすじ
カコとサトルの出会い
高校生・六波羅覚（サトル）は、幼少より死者の霊を見ることができた。殺人事件の被害者の霊から事件の真相を示唆されることで、天才少年探偵の名声をほしいままにしてきた。小学生にして、捜査の報酬で豪邸も建てた。だがその結果、犯罪者、地下組織から生命を狙われたばかりか、警察と暴力団の癒着を暴いたことで警察や公安からもマークされることとなった。犯人やその関係者からも訴訟を起こされるなどトラブルが相次ぎ、表舞台から姿を消した。身の危険を感じた家族は自宅から出て行き、荒れ果てた豪邸にたった一人で住んでいる。
進学校である練北高校の二年になった今では、表面には出ず、ひそかに警察の捜査を手伝う「元天才少年探偵」である。学校では「ぼっち」(孤独)で、他人の秘密を嗅ぎまわる得体の知れない人間と嫌われている。だが事件の真相を暴く名探偵ぶりは今も健在だ。
今日も主婦が殺害された「密室殺人事件」をまたたくまに解決したサトルに、捜査一課の女性刑事、沢角 泉（さわずみ いずみ）が声をかけてきた。それは私立笹由里女学園で10年前に起きた奇怪な出来事の捜査の依頼だった。「花子さんを見た」と言い残し、8人の女子生徒が立て続けに死んだというにわかには信じがたい事件だった。実は最近になって、学園に通う泉の妹のみさきが、10年前と同様、「花子さんを見た」と泉にメールをした後、意識不明の状態になっていた。夜の学園に乗り込んで捜査を進めるサトルの前に現れたのは、長い間、三階の女子トイレに封印されていた化子こと、カコと名乗る下世話な地縛霊だった。カコは、サトルを依代として憑依することで地縛霊の身から解放された。
そしてサトルは、女子生徒を死に追いやった「花子さん」という怨霊を初めて目の当たりにする。カコはそれら怨霊と呼ばれる存在を浄化して退治する力を持っていた。「花子さん」はカコによって浄化され、みさきも意識が戻った。怨霊が人間に干渉し様々な事件を起こしている事実を知ったサトルは、自分にしか解決できない事件を解決するため、怨霊を退治できるカコと協力関係を結び、「魔のカーブ事件」「連続不可能溺死事件」「古溝邸殺人事件」など、怨霊が関係している事件を次々と解決していく。(単行本第1巻第5話まで)
笹由里女学園篇
サトルはカコに憑依されたことで、カコの記憶も共有することとなった。サトルはカコの記憶を通じ、カコが私立笹由里女学園の女子トイレに封印された経緯を知った。
それは40年前のことだった。もともとカコは遠丘神社の鎮守神だったが、神社が取り壊され私立笹由里女学園が設立されてからは、行き場を失い学校を浮遊していた。そんな時、霊を見ることのできる中等部二年の芦原 縁（あしはら えにし）に出会った。縁の申し出で、彼女はカコの依代となり心を通わせていた。ところがこの学園で女子生徒の連続失踪事件が起き、正義感の強い縁は真相を探ろうとして女子トイレで殺害された。正体不明の殺害犯はカコを見つけることが目的だったと語り、カコを女子トイレに封印した。サトルは女子生徒の失踪事件の謎を解き、カコを封印した犯人を白日の下にさらそうと決意する。泉の友人で私立笹由里女学園の学園長を務める菱崎梓(ひしざきあずさ)は、サトルに対し特待生として女学園に転校して事件の謎を捜査するよう勧める。転校したサトルは梓の肝いりで探偵部を設立。泉の妹のみさき、暴走族だった兄、弥島吟醸(やじまぎんじょう)の霊に加護されている弥島銀杏(やじまぎんなん)と出会い、彼らの協力も得て各方面より依頼される事件を解決することになる。(単行本第2巻、第16話まで)
死を呼ぶ「ノート」篇
サトルが部長、みさきが副部長、銀杏が押しかけ部員の探偵部に泉が二人の女性を伴って現れた。国家安全保障局の捜査員、庫裡林九十九(くりばやしつくも)と警視庁特務課の富良野警部(ふらのけいぶ)だった。庫裡林は不思議な「ノート」の存在を説明し、サトルに捜査を依頼してきた。
その「ノート」に名前を書くと、書かれた人間は必ず死ぬ。この「ノート」を持って回っている謎の人物がいる。「ノート」に名前を書く条件は莫大な報酬。「ノート」に名前を書かれて死亡した人間の関係者が復讐のために書いた人間の名前を書き、果てしない死の連鎖が続き、国家を揺るがす事態となっていた。サトルは「ノート」には何の力もなく、謎の人物の背後に潜む怨霊が名前を書かれた人間を殺害していると見抜く。一方、みさきは、無意識のうちに霊に導かれて幽体離脱を繰り返すようになっていた。サトルはみさきの幽体の協力も得て、これまでにない強大な怨霊に立ち向かう。
その一方、学園では、更衣室より女生徒の下着が次々と盗まれる事件が起きていた。サトルの過去が知られ始め、サトルに疑いの目が・・・(単行本第3巻、第23話まで)
記憶の中の捜査篇
学園内で起きた更衣室から女生徒の下着が盗まれた事件はサトルによって解決するが、一方で再び国家を揺るがす新たな事件が発生していた。再び庫裡林がサトルに捜査を依頼してきた。
豪華汽船「弥生」が沈没し、I国の国会議員が行方不明になった。身元不明の重傷者X氏のスマホには、国会議員が殺害されている画像が残されていた。実は汽船の沈没はI国政府と敵対するテロ組織の仕業だった。彼らは政治犯を解放しなければ新たなテロを起こすと日本政府に挑戦してきた。手がかりは意識不明のX氏のみ。サトルはカコの協力を得て、X氏の記憶に入り込み、真相を暴こうとする。事件の陰にはテロ組織が利用する怨霊の存在があった。(単行本第4巻予定。第28話まで)
カコ封印の秘密
サトルの活躍で、国家レベルの大事件は解決したのもつかの間、学園で新たな事件が発生した。
二年の武藤入鹿(むとういるか)と竹本雪菜(たけもとゆきな)の二人は、忘れ物を取りに夜の学園に侵入したが、女生徒の霊に呼び止められ、雪菜は霊に吸い寄せられるように姿を消していた。入鹿から雪菜を探して欲しいと依頼をうけたサトルは、銀杏と共に夜の学園に潜入する。幽体離脱したみさきの幽体を通じて、学園の一角にある防空壕の跡地に失踪した七人の女生徒の白骨死体を発見する。そのそばには意識不明の雪菜もいた。こっそりサトルについて来た入鹿も防空壕に潜む謎の怨霊に取り込まれそうになり、カコの力でも怨霊を浄化することはできなかった。サトル、銀杏は謎の怨霊の記憶が作り出した過去の世界に迷い込み、そこで狂気の殺人鬼や学園長そっくりの若い女性、少女、そして巨大な顔の怨霊に出会う。サトルは不思議な光景に翻弄されながら、ついにカコが封印された真相を解明する。これまでこの地域で残虐な殺人事件が相次いでいたのも、怨霊の敵であるカコを封印し道祖神を破壊し、自らの権力の強大化を図る邪悪な野望によるものだった。カコとサトルの最後の戦いが始まる。(単行本第4巻、第37話最終回まで)

## 登場人物
六波羅 覚（ろくはら さとる）
本作の主人公である高校生。遠京市在住。進学校である練北高校2年。痩身長躯の眼鏡の少年。幼少の頃より死者の霊を見ることができる特殊な能力を持ち、霊を通じて殺人事件などの真相をあばく少年探偵。後に私立笹由里女子学園に特待生として転校し、探偵部の部長となる。
小学生の頃、数多の難事件を解決した天才少年探偵として有名になるが、犯罪者や地下組織を敵に回すことになった。その上警察の不正（暴力団との癒着関係）まで追及したため公安や警察にマークされたばかりか、推理を不服とした加害者親族から訴訟も起こされ巨額の借金を抱える羽目になった。家族はトラブルに巻き込まれるのを恐れ、サトルを一人残して家から去った。
高校生になった今では、表には出ず陰で警察の捜査を無償で手伝って警察の機嫌を取っているといわれている。沢角泉の圧倒的信頼の下、次々と難事件を解決し、ついには内閣官房長官に属する国家安全保障局からの依頼を引き受けるまでになる。最後にはカコを封印し遠京市を支配する邪悪な人物と戦う。
一軒家（サトル自身の金で購入した物件）に一人暮らしをしており、生活能力が皆無であるためゴミ屋敷となっている。少年探偵らしく高出力レーザーポインターを持ち歩いている（死者の霊がよく何かを指で示すため、何を示唆しているか確認するために使用する）。かなりドライな性格で物事を異常なほど冷静に観察することができ、ポーカーフェイスで感情をほとんど表に出すことがない。親しい友人は皆無。笹由里女子学園に転校した後は、女子高だったため不審な目で見られた。ここでも過去を知られ、生徒を調査し学園長に報告していると散々に悪評が立つ。
化子（カコ）
サトルを依代として憑依している幽霊。ハロウィンのカボチャを思わせる凶悪な相貌で、セーラー服を着た女子中学生の見た目をしている。
自身を「高貴な憑依霊」や「神」と自称している。元々は、現在私立笹由里女学園が建っている場所にあった遠丘神社の鎮守神。戦後に神社が壊されて学園が建設されたことで、学園から一歩も外に出られなくなった。
約40年前、霊を見ることのできる縁に出会い、彼女に憑依して外に出られるようになったが、縁が連続女生徒失踪事件の真相を探ろうとして殺害された際、犯人に封印されて私立笹由里女学園の3階トイレから出ることのできない地縛霊になった。
サトルと出会い、彼に憑依したことで呪縛から解放され、以降はサトルと行動を共にするようになり日夜サトルの体力を奪い続けている。怨霊が関わる事件を求め、怨霊を浄化することで自身のかつての力を取り戻そうとしている。
幽霊ではあるが物体に干渉することが可能で、サトルの身体を動かしたり、クロスボウの矢や銃弾を素手で掴むことができる。怨霊を浄化する際には、一時的に可愛らしい少女の姿を取り戻す。その姿は縁のもので、彼女の姿を忘れないようにするために姿を借りている。また神本来の姿を見せることもある。サトルの家にいる時はテレビのワイドシヨーを見るのが好きで、これは縁と出会った時以来の変わらない趣味である。
沢角 泉（さわずみ いずみ）
捜査一課の女刑事。階級は巡査部長。第一回から登場。美人だが、カコからは陰で「淫乱刑事」とか「チェリーイーター」と呼ばれている。サトルは最初こそ、「刑事さん」と他人行儀な呼び方だったが、今では「泉ちゃん」。
サトルの能力を高く評価し、事件が発生するたびに彼の力に頼っており、サトルの頼みなら訝しむことなく協力してくれる。とはいえ、自分の妹がオカルト的な窮地に立たされた際には警察に無断でサトルを連れ回して事件解決に奔走するなど、公私混同することもある。
警視庁ではかなりのキャリアの持ち主に見えるが、一方ではカコの姿を目撃して気絶したり、死体を見ておう吐したり、捜査報告書に「霊が関係している」と書いたりと、どこか抜けたところがある。単行本の2巻では、妹のみさきに「相変わらずだらしないんだから」と言われている。最終回でも気絶している。
芦原 縁（あしはら えにし）
昭和42年頃、カコの依代となっていた私立笹由里女学園中等部2年生。カコの姿が見える霊媒体質。故人。
学校に縛られていたカコを自分に取り憑かせることで外の世界に連れ出し、世俗のことを教えた人物。強い正義感の持ち主で、学園内で起きた女子生徒連続失踪事件を気に病み事件を調べているうちに犯人に殺されてしまった。カコはサトルが自分の生命も顧みず怨霊と対決した時、「気に入らんな。芦原縁と同じだ」と叫んでいる。
沢角 みさき（さわずみ みさき）
泉の妹で私立笹由里女学園2年。姉と同様美人で成績もよく教師からの信頼も厚い。サトルとカコが出会うきっかけとなった「花子さん事件」で意識不明の状態になったが、サトルに助けられた。
サトルが女学園に特待生として転校してくると、学園長からサトルの世話係を命じられ、彼が設立した探偵部の副部長に任命される。サトルが姉のことを「泉ちゃん」と呼んだり、学園長がサトルを特別扱いすることに反発を感じているが、一方ではサトルのことが気になっている様子。
サトルに助けられてから幽体離脱を繰り返すようになり、その状態ではカコを知覚することができるようになる。
弥島銀杏（やじま ぎんなん）
私立笹由里女学園2年のヤンキー少女。校則違反のバイク通学をしている。
兄は暴走族のリーダー、弥島吟醸（やじま ぎんじょう）。銀杏が小学生の時に謀殺され、そのうえ交通事故で老人をで死なせたと冤罪を着せられる。その時に真相を解明し兄の汚名をそそいでくれたサトルに憧れ、サトルが女学園に転校してくると「お前を助ける」と用心棒を買って出る。みさきに対抗心を見せたり、命がけでサトルを助けようとしたり、単なる用心棒を越えた感情があるようにも見える。
兄の霊に加護されており、危機に陥ると巨大な手が現われる。兄の加護の関係で、男性が銀杏に触れることはできない。触れようとすると、兄の霊である巨大な手にボコボコにされる。霊に守られている関係で、カコの姿も見えて会話もできる。
菱崎梓（ひしざき あずさ）
私立笹由里女学園の学園長。学園が立つ遠京市、旧遠凶村の名家、菱崎家の末裔。泉とは学生時代の友人らしい。
全裸で後ろ手に縛られ目隠しをされた中年の男の霊が憑依しており、サトルとの初対面の時にそれを指摘される。霊の正体については、梓も泉も心当たりがあるらしい。
サトルが40年前に学園で起きた女子生徒の連続失踪事件を解決し学園の秘密を暴くと宣言すると、学費免除の特待生として転校してくるようにサトルに勧める。みさきにはサトルのことを、自分が雇った探偵だと説明しており、自分のことを「梓さん」と呼ばせるなど、サトルを特別扱いする。
久我園征重(くがぞのまさしげ)遠京市市長
ハッキリした姿としては、第31話で初登場。女学園が建つ遠京市の市長。もともと女学園は久我園の祖父が設立したものだった。
庫裡林九十九（くりばやし つくも）
国家安全保障局に所属する国家公務員。
泉の捜査報告書からサトルの存在を知り、私立笹由里女学園探偵部を訪ねて捜査を依頼する。
眼鏡の美人で左顎にホクロ。常に官僚的な言動だが、時に激情を見せることがある。
富良野（ふらの）
警視庁特務課の女性警部。
「ノート」の事件の捜査のため、庫裡林によれば「助言者として」常に庫裡林に同行している。
コミュニケーションが苦手なのか、庫裡林としか話さず、サトルの問いかけにも彼女を通じて答えている。

## 書誌情報
- 光永康則 『カコとニセ探偵』 集英社〈ヤングジャンプ・コミックス〉、全4巻
  1. 2015年5月24日第1刷発行（5月19日発売[集 1]）、ISBN 978-4-08-890197-8
  2. 2015年6月24日第1刷発行（6月19日発売[集 2]）、ISBN 978-4-08-890198-5
  3. 2015年9月23日第1刷発行（9月18日発売[集 3]）、ISBN 978-4-08-890243-2
  4. 2015年10月24日第1刷発行（10月19日発売[集 4]）、ISBN 978-4-08-890303-3